# أحوال الرجال
أحوال الرجال يطلق عليه أيضًا كتاب معرفة الرجال، وبعضهم يُسمِّيه: الجرح والتعديل أو الضعفاء. يختص الكتاب في جرح الرواة المجروحين والكذَّابين أو المبتدعة. ألفه إبراهيم بن يعقوب بن إسحاق السعدي الجوزجاني.

## توثيق نسبة الكتاب
ثبوت نسبة كتاب أحوال الرجال للإمام الجوزجاني أمر ظاهر لا ريب فيه، ومما يزيده وضوحًا وتأكيدًا ما يلي:
- الاستفاضة والشهرة التي هي من أقوى الأدلة على ثبوت نسبة أي كتاب إلى مؤلفه؛ فقد اشتهر هذا الكتاب بنسبته إلى الجوزجاني بين المتخصصين في القديم والحديث.
- أنَّّ كتب الجرح والتعديل طافحةٌ بالنقل عن الجوزجاني، وإن كان كثير منها لا يُصرِّح بأنه ينقل من كتابه هذا، وإنما يكتفي بذكر قول الجوزجاني، وربما نسبوه له باسم الجرح والتعديل، أو الضعفاء، وكلها مسميات لمسمى واحد، فقد قال الحافظ ابن حجر: «نص على هذا القيد في هذه المسألة الحافظ أبو إسحاق إبراهيم بن يعقوب الجوزجاني شيخ النسائي فقال في مقدمة كتابه في الجرح والتعديل: ومنهم زائغٌ عن الحق صدوق اللهجة».
- نسبه له العلماء الذين ترجموا له، كالذهبي في كتابه تذكرة الحفاظ.
- نسبه له أصحاب كتب الفهارس والأثبات، كالكتاني في كتاب الرسالة المستطرفة، والزركلي في كتابه الأعلام.

## موضوع الكتاب
اشتهر الكتاب بالإضافة إلى اسمه الشجرة في أحوال الرجال باسم الضعفاء، وذلك لأن الجوزجاني ألفه لبيان حال من لا ينبغي الرواية عنه، إما لضعفه أو بدعته أو اعدم صدقته وأمانته في الرواية، ولم يذكر في هذا الكتاب الثقات الذين يُحتج بحديثهم، ومن ذكره منهم في هذا الكتاب، فإنما لبيان بدعتهم.ولذلك فقد كثرت في هذا الكتاب كلمات الجرح وقلت كلمات التعديل، حتى وُصِف المؤلف بالشدة، وذلك لشدة عباراته على أهل البدع، وعلى المنحرفين وغير الثقاة.
وقد ابتدأ المصنف كتابه بمقدمة ذكر فيها أنَّه قد ينقم على كتابه هذا فرق من الناس، فقال مبينا ذلك: «ففرقة تاقت أنفسها إلى مراتب لم يسعوا في توطيدها عند أخذهم من الحديث ما يسع جيب قميصه فإذا ألقيت عليه بعض ذلك بقي متحيرًا يستنكف عن التعليم بعد أن سوَّد في نفسه، وذو بدعة أيقن أني أكشف عن كلوم أشياعه فأبديها يعجُّ عجيج الناب لثقل ما حمل عليه، لا يأوي للإسلام، وما حلَّ بساحته من أسلافه، وجاهل لا يُحسِن ما يأتي ويذر، ولا يفصل من هذا ونحوه في المثل بين التمرة والجمرة، حاطب ليل يحوي نحوه ما استقبله ويوكي في وعائه ما استدفَّ له، وقد استمهد الطأة، وركن إلى راحة الدَّعة، وقد رضي بالميسور لقرب همته، ثم قصدني على كساد بضاعته لبَوَار سلعته، فإذا فُوتح من هذا بشيءٍ قال: ما لفلان أليس قد روى عنه فلان وفلان، وقد ناله المثل السوء الذي ضرب الله تعالى في كتابه حيث يقول: (وكذلك ما أرسلنا من قبلك في قرية من نذير إلا قال مترفوها إنا وجدنا آباءنا على أمة وإنا على آثارهم مقتدون) وكنت لا أبالي إذ عزم الله لي على ذلك بعد ما استخرته من رضي ذلك وسخط؛ إذ كنت عن دينه أناضل، وعن سنة نبيه أحاول، وعنها أهل الزيغ أذبًّ، وعن الكذابين على رسول الله صلى الله عليه وسلم الملحدين في دين الله أكشف، وفريضة الأمر في هذا والنهي أؤدِّي ليتعلَّم الجاهل أو يرعوي، مستثبتٌ ثقةً بالله، وركونًا إلى ما أدى عن رسوله.. ثم ذكر تقسيمه لأصناف الذين أدخلهم في كتابه ثم قال: فأبدأ بذكر الخوارج إذ كانت أول بدعة ظهرت في الإسلام على عهد رسول الله صلى الله عليه وسلم أولاً أعني التميمي الذي قال لرسول الله صلى الله عليه وسلم: اعدل حين وصف رسول الله صلى الله عليه وسلم أشياعه وجلاهم ونعتهم وأحسن نعتهم ثم هم تحركوا أيضا بعد رسول الله صلى الله عليه وسلم حين فرقوا جماعة الأمة وميلوا اعتدال الإلفة فشاموا أنفسهم أولا والأمة بعدها آخرا فنبذ الناس حديثهم اتهاما لهم منهم: عبدالله بن الكواء رأسهم وعبدالله بن راسب وشبث بن ربعي أول من حلل الحرورية ومالك بن الحارث».

## منهج المؤلف
نهج المؤلف في كتابه هذا المنهج التالي: قدم لكتابه هذا بمقدمة حافلة، بين فيها موضوع كتابه، والغرض منه، وأهمية نقد الرواة.
ثم قسم الرواة الذين أوردهم في كتابه هذا إلى مراتب، فقال في المقدمة: وسأصفهم على مراتبهم ومذاهبهم، منهم الزائغ عن الحق كذاب في حديثه، ومنهم الكذاب في حديثه، لم أسمع عنه ببدعة وكفى بالكذب بدعة، ومنهم زائغ عن الحق صدوق اللهجة قد جرى في الناس حديثه؛ إذ كان مخذولاً في بدعته مأمونًا في روايته، فهؤلاء عندي ليس فيهم حيلة إلا أن يُؤخذ من حديثهم ما يُعرف إذا لم يُقوِّ به بدعته، فيتهم عند ذلك، ومنهم الضعيف في حديثه غير سائغ لذي دين أن يحتجَ بحديثه وحده، إلا أن يقويه حديث من هو أقوى منه، فحينئذ يُعتبر به.
لم يرتب المؤلف كتابه ترتيبًا مُعيَّنا، وإنما راعى في تصنيفه الكتاب: الفرق والمذاهب وأهل البدع والأهواء. ويغلب على التراجم في الكتاب القصر، وقلما يُطيل المؤلف في ترجمة الراوي، وإنما يكتفي بقوله: زائغ، أو كذَّاب، ونحو ذلك. يُبيِّن المؤلف درجة الراوي ومنزلته في الجرح أو التعديل، وذلك إما بالنقل عن أئمة هذا الشأن وسؤالهم، أو بتنصيصه هو على درجة الراوي، ويُميِّز المؤلف في الكلام عن الرواة بين الطعن في العدالة والديانة والطعن في الرواية، ويسبر المؤلف حديث الراوي إذا التبس أمره وزكَّاه غيره من الأئمة.

## منهج الجرح والتعديل
وُصِف الإمام الجوزجاني بالشدة في الجرح، وقد عدَّه غير واحدٍ من الأئمة من المتشددين في الجرح والتعديل، ومن هؤلاء الأئمة: الذهبي، فعندما ذكر أصناف الأئمة من حيث التشدُّد والتساهل، قال: وابن معين وأبو حاتم والجوزجاني متعنِّتون. ومن الأمثلة على تشدُّده: قال في عبد الله بن شريك: مختاري كذَّاب، بينما قال الإمام الذهبي: وكان في أوائل أمره من أصحاب المختار، ولكنه تاب، وقال الحافظ ابن حجر: صدوق يتشيَّع، أفرط الجوزجاني فكذَّبه.

## أهمية الكتاب
تميَّز كتاب «الشجرة في أحوال الرجال» بمزايا كثيرة من أهمها:
- مكانة المؤلف العلمية وتقدّمه في هذا الشأن، فهو إمام واسع الاطلاع على أحوال الرواة، وقد شهِدَ له بذلك جهابذة هذا الفن.
- تقدُّم عصر هذا الإمام كما لا يخفى، وبالتالي فإنَّ هذا الكتاب يُعتبر من أوائل الكتب المؤلفة في الجرح والتعديل.
- ومما يُؤكِّد على أهمية هذا الكتاب وعلو مكانته: أن الأئمة الذين جاؤوا بعد المؤلف قد اعتمدوا كلامه واستفادوا منه، وعلى الرغم من وصفهم له بالشدة، فإنهم قد استفادوا منه ونقلوا كلامه، وقد نقل عنه أصحاب الكتب الجوامع في هذا الفن، كابن أبي حاتم في الجرح والتعديل، وابن عدي في الكامل وغيرهم، حتى لا يكاد يخلو كتاب من كتب الجرح والتعديل إلا وفيه نقلٌ عنه.

## المآخذ على الكتاب
أخِذَ على المؤلف في هذا الكتاب بعض المآخذ، ومن ذلك: شدة عباراته في الجرح، فكثيرًا ما تجد في الكتاب قوله: كذَّاب، أو دجَّال، أو ساقط، أو زائغ، أو مائل عن الحق، وأحيانًا يكون أمر الراوي الذي وصفه الجوزجاني لا يصل إلى هذا الحد من الجرح. نسبه بعضهم إلى التحامل على أهل الكوفة، غير أن هذا الأمر فيه نظر، فإنَّه أحيانًا يقول: كوفي المذهب صدوق اللسان. مما يدل على إنصافه لأهل الكوفة، وأنه إنما يتكلم في الراوي لأجل بدعته، ولكنه لا يهضمه حقه، إضافة إلى ذلك لأنه قد تكلَّم في هذا الكتاب في رواةٍ بصريين وبغداديين وشاميين وغير ذلك، فلم يقتصر على الكلام في أهل الكوفة.
أن أدخل بعض الرواة الثقاة في كتابه هذا، مع أنَّ كتابه هذا الغالب عليه الجرح، لا التعديل، ويمكن أن يُجاب عن ذلك بأنَّ سبب إدخاله لهم في هذا الكتاب: هو بدعتهم، لا أنه يُضعفهم مُطلقًا فنجده يقول كما سبق: كوفي المذهب صدوق اللسان، وقال في إسماعيل بن أبان الورَّاق: كان مائلاً عن الحق، ولم يكن يكذب في الحديث. وقال في محمد بن راشد: كان مُشتملاً على غير بدعة، وكان فيما سمعت مُتحرِّيًا الصدق في حديثه.

## طبعات الكتاب
طبع الكتاب بتحقيق صبحي البدري السامرائي، ونشرته مؤسسة الرسالة، سنة 1405 هـ. ثم طبع بتحقيق الدكتور عبد العليم عبد العظيم البستوي في حديث أكادمي فيصل آباد، ونشرته دار الطحاوي في الرياض، في الطبعة الأولى سنة 1411 هـ. وقد عمد محققو الكتاب لعمل مايلي:
- عزو النصوص التي اقتبست من الجوزجاني إلى أماكنها من الكتب التي اعتمدته.
- ذكر ما ورد في الراوي من جرح وتعديل من المصادر الأخرى من كتب الرجال.
- أوردوا زيادة شرح للفرق الضالة والنحل الفاسدة.
- ترجموا للأعلام الواردة في الكتاب.
- وضعوا فهرساً للرواة، ورتبوه على نسق حروف المعجم.
- ضبط الرواة من كتب الأنساب والكتب المؤتلف والمختلف في الأسماء.